# 씨아이에스케미칼
씨아이에스케미칼(CISCHEMICAL)은 대한민국의 2차전지 소재 기업이다. 본사는 광주광역시 광산구 진곡산단중앙로 106 (오선동)에 위치해 있으며 대표이사는 이성오이다.

## 상장
2024년 주관사를 KB증권으로 상장을 신청하였다가 철회하였다

## 같이 보기
- 한투PE

## 참고 문헌
1. ↑  권민서, '2차전지 소재 전문기업' 씨아이에스케미칼, 기업공개 절차 돌입, 데일리인베스트,2024.06.04
2. ↑  김지웅, 산업부장관상 - 씨아이에스케미칼, 전자뉴스, 2021-07-07
3. ↑  이경주, CIS케미칼, IPO 철회했다, 더스탁, 2024.09.30